# John Howard Northrop
Pour les articles homonymes, voir Northrop (homonymie).
John Howard Northrop (5 juillet 1891, Yonkers, État de New York - 27 mai 1987 à Wickenburg (Arizona), aux États-Unis) est un biochimiste américain, co-lauréat avec Wendell Meredith Stanley de la moitié du prix Nobel de chimie de 1946.

## Biographie
Northrop est né à Yonkers dans l'État de New York et a fait ses études à l'université Columbia, où il obtient son doctorat de chimie en 1915. Durant la Première Guerre mondiale, il conduit des recherches pour le Service chimique de l'armée américaine sur la production d'acétone et d'éthanol par fermentation, ce qui le conduit à étudier les enzymes. De 1916 jusqu'à sa retraite en 1961, il travaille pour l'Institut Rockefeller à New York. En 1949, il est nommé professeur de bactériologie à l'université de Californie.
En 1929, il parvient à isoler sous forme cristallisée la pepsine (une enzyme gastrique) et montre qu'il s'agit d'une protéine. En 1938, il isole sous forme cristallisée le premier bactériophage (un virus qui infecte les bactéries) et montre que son activité est dirigée par un acide nucléique. Northrop isole également le pepsinogène (précurseur de la pepsine), la trypsine, la chymotrypsine et la carboxypeptidase.
En 1939, il publie Crystalline Enzymes. Il produit durant sa carrière de nombreuses publications concernant la chimie des enzymes et des protéines.
Il est co-lauréat avec Wendell Meredith Stanley de la moitié du prix Nobel de chimie de 1946 (l'autre moitié a été remise à James Batcheller Sumner) « pour leur préparation des enzymes et des protéines virales sous une forme purifiée ». Northrop a été lauréat d'autres distinctions scientifiques, dont notamment le prix Stevens en 1931, la médaille Chandler en 1936, la médaille Daniel-Giraud-Elliot en 1939 et la médaille Alex. Hamilton en 1961.